# Parafia św. Małgorzaty w Gorzkowie
Parafia świętej Małgorzaty w Gorzkowie – parafia rzymskokatolicka, znajdująca się w diecezji kieleckiej, w dekanacie kazimierskim.